# Aegognathus waterhousei
Aegognathus waterhousei is een keversoort uit de familie vliegende herten (Lucanidae). De wetenschappelijke naam van de soort is voor het eerst geldig gepubliceerd in 1883 door Leuthner.